# Nslookup
nslookup（意為name server lookup）是一个网络管理命令行界面工具，用戶可以利用nslookup查询域名的ip地址以及ip地址所對應的域名，例如在命令行界面輸入nslookup以及網址後，nslookup會發送命令給電腦所連接的域名服務器，隨後便能得出網址所映射的IP地址。nslookup的Linux版本由Andrew Cherenson编写。ReactOS版本由Lucas Suggs开发的，並采用GNU通用公共许可证授权。 